# قلعه اوگو

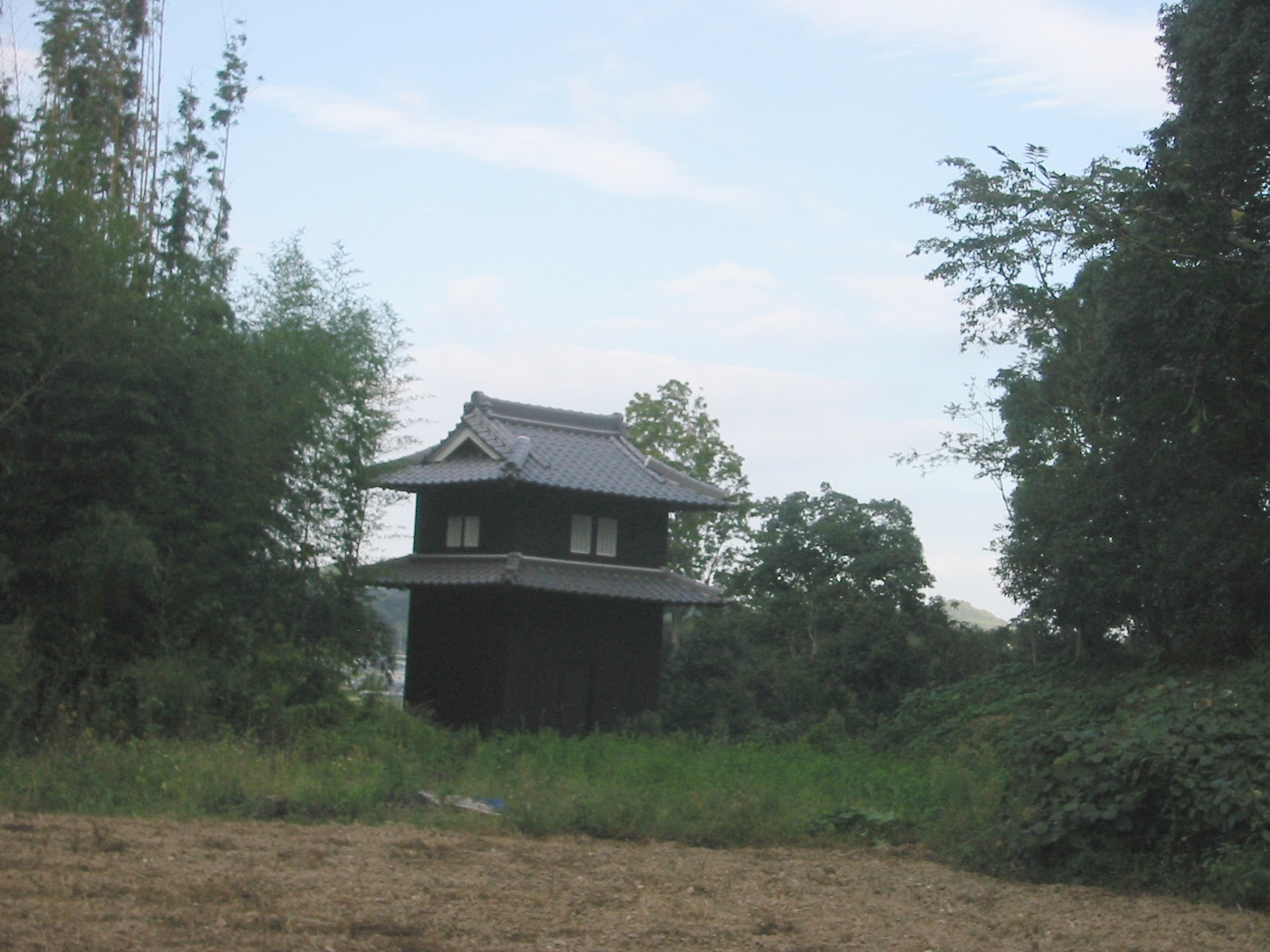
خرابه و برجک قلعه اوگو

قلعه اوگو (به ژاپنی: 淡河城)، یک قلعه ژاپنی در شهر کوبه (شهر) در استان هیوگو (نام قبلی ولایت هاریما) در ژاپن بود.